# لائورا بتی
لائورا بتی (به ایتالیایی: Laura Betti؛‏ ۱ مهٔ ۱۹۳۴ – ۳۱ ژوئیهٔ ۲۰۰۴) بازیگر اهل ایتالیا بود.

## فیلم‌شناسی

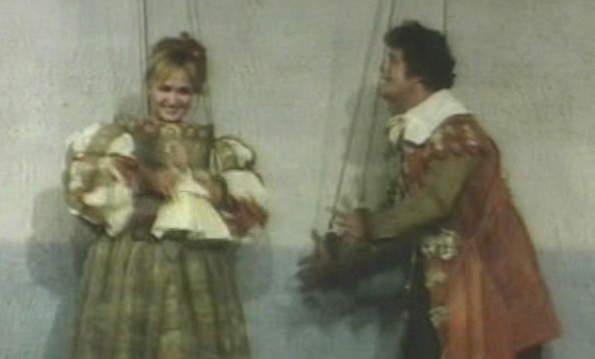
بتی همراه با فرانکو فرانکی در ۱۹۶۵

از جمله فیلم‌ها یا برنامه‌های تلویزیونی که وی در آن‌ها نقش داشته‌است، می‌توان به دخترخاله، هوایی چنان پاک، تیشه‌ای برای ماه عسل، مردی به نام اسلج، زندگی شیرین، ۱۹۰۰، آخرین تانگو در پاریس، حکایت‌های کنتربری، ساحره‌ها، آلونسانفان، ماریانا اوکریا، آخرین روز مدرسه پیش از کریسمس، عاشقان و دروغگوها، کوه شجاعت و پروانه روی شانه اشاره کرد.